# Rice (Minnesota)
Rice è una città degli Stati Uniti d'America, situata in Minnesota, nella contea di Benton.